# Гелойский конгресс
Гелойский конгресс — собрание представителей сицилийских городов, заключивших в 424 до н. э. в Геле общий мир.

## Положение на Сицилии
Во второй половине V века до н. э. на Сицилии было несколько затяжных конфликтов, основными из которых являлись пограничный спор между Селинунтом и Эгестой и экспансия Сиракуз на земли халкидских городов Леонтин, Катаны и Наксоса. Последнее противостояние разделило сицилийцев на два враждебных блока: дорийские города поддерживали сиракузян, ионийские города, дорийская Камарина и сикулы — халкидян. В конфликт были вовлечены также государства Великой Греции, а спустя некоторое время Леонтины обратились за помощью к афинянам, отправившим на остров военную экспедицию.
В 427—425 до н. э. афиняне и союзники с переменным успехом вели боевые действия на Сицилии, а в конце 425 до н. э. перебросили из метрополии дополнительные силы. Усиление афинского контингента стало вызывать опасения не только у врагов, но и у союзников, боявшихся перспектив афинской экспансии.

## Конгресс
Летом 424 до н. э. Камарина и Гела заключили перемирие, а затем представители различных городов собрались в Геле для подписания общего мира, который лишил бы заморские державы повода для вмешательства в дела островитян.
На конгрессе выступил сиракузянин Гермократ, речь которого, по словам Фукидида, произвела сильное впечатление на делегатов. Афинский историк приводит её текст, и, хотя известно, что речи персонажей своего труда он сочинял сам, многие исследователи предполагают, что он опирался на записи настоящих речей и рассказы свидетелей, и его изложение в той или иной степени соответствует тому, что было сказано на самом деле.
В речи Гермократа ярко описаны опасности афинского и любого другого иностранного вмешательства, и, впервые в античной истории, предлагается геополитическая концепция единства сикелиотов, независимо от их племенной принадлежности.

Ведь ничего нет постыдного в том, если сородичи уступают сородичам, дорянин — дорянину, халкидянин — человеку одного с ним происхождения, потому что все мы — соседи, жители одной страны, кругом омываемой морем, и носим общее имя сицилийцев. Я полагаю, при случае мы будем и воевать друг с другом, и снова мириться, вступая в переговоры только между собою. Но, если мы благоразумны, мы всегда будем отражать чужеземных пришельцев общими силами, потому что вред, наносимый отдельным государствам, подвергает общей опасности всех нас. Никогда впредь мы не будем призывать к себе ни союзников, ни примирителей. Действуя таким образом, мы в настоящем случае принесем Сицилии двойное благо: избавим её от афинян и от туземной войны, а в будущем будем жить сами по себе, в стране свободной, против которой меньше будут злоумышлять другие.— Фукидид. IV. 64, 3—5.

## Мирный договор
Идею «Сицилии — для сицилийцев», которую не очень удачно сравнивают с «доктриной Монро», реализовать не удалось, так как в ходе следующей экспедиции афинян сам Гермократ обратился за помощью к Спарте и её союзникам, но на Гелойском конгрессе общая усталость от войны и страх перед афинским империализмом позволили добиться заключения мира на условиях status quo, лишь Моргантина передавалась камаринцам в обмен на денежную компенсацию в пользу сиракузян.
Афинские стратеги, согласившиеся с решением своих сицилийских союзников, по возвращении на родину были наказаны за срыв важной военно-политической акции.